# Пасеки-Зубрицкие
Пасеки-Зубрицкие (укр. Пасіки-Зубрицькі) — село в Давыдовской сельской общине Львовского района Львовской области Украины.
Население по переписи 2001 года составляло 1150 человек. Занимает площадь 1,72 км². Почтовый индекс — 81135. Телефонный код — 3230.